# Kaşyayla, Sason
Kaşyayla là một xã thuộc huyện Sason, tỉnh Batman, Thổ Nhĩ Kỳ. Dân số thời điểm năm 2011 là 584 người.